# Shōji

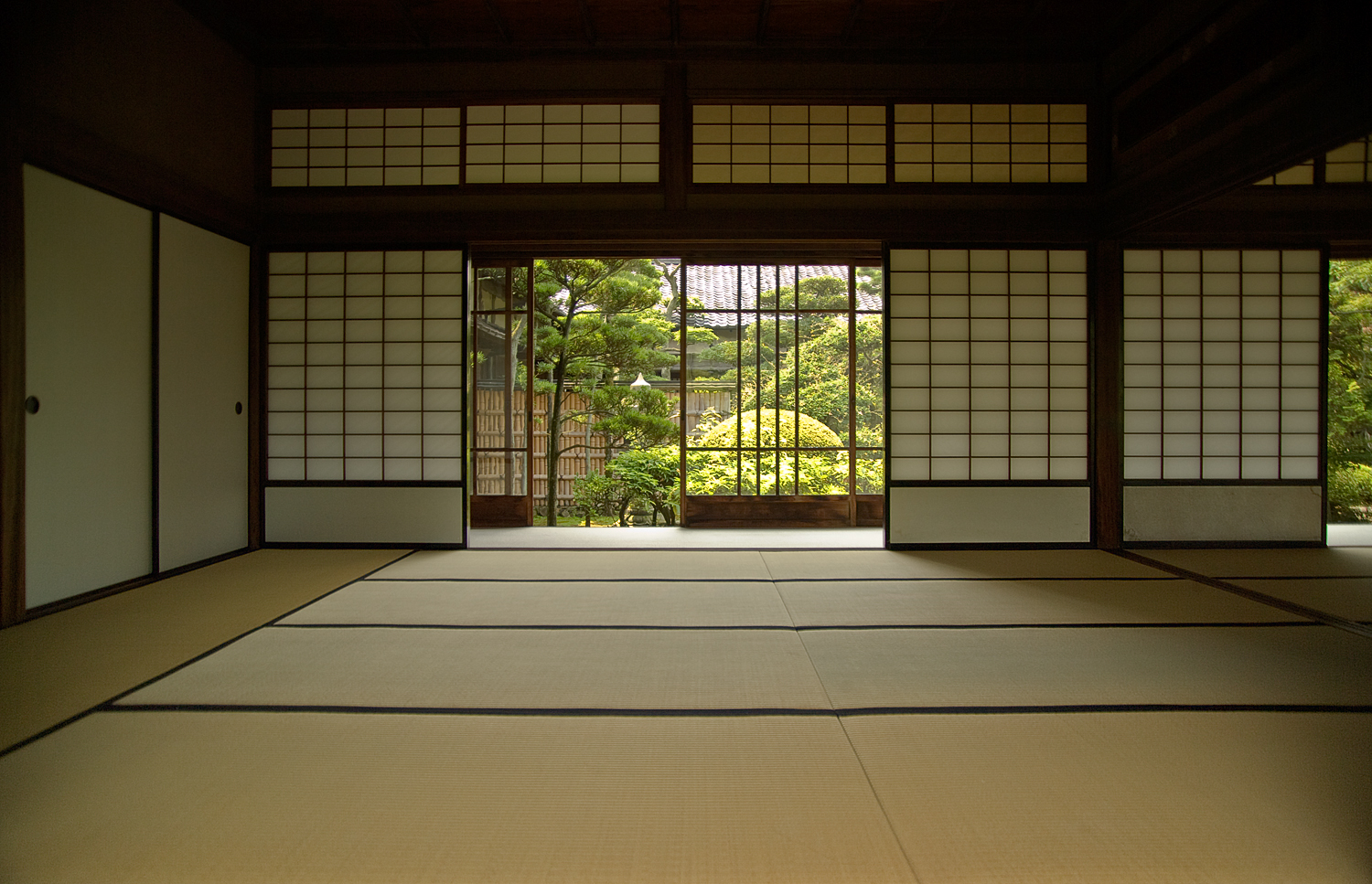
Quarto japonês com portas shōji e piso tatami.

Na arquitetura tradicional japonesa os shōji (障子) são painéis ou portas de correr estruturados em madeira e preenchidos com papel translúcido. Originários da China[carece de fontes?], os shōji são empregues na transição entre o interior e o exterior da casa. O papel translúcido utilizado, designado de washi (和紙), pelas suas características permite a entrada de luz natural para o interior da casa. Segundo Yagi, a luz difusa que atravessa o papel cria uma atmosfera "macia" que se altera conforme a luz do dia. A estrutura que constitui os postigos em treliça podem ser de bambu ou madeira.

## Etimologia
Anteriormente, a palavra shōji era utilizada para se referir tanto aos fusuma como às próprias portas shōji, embora com uma distinção formal de karagami shōji (唐纸障子) para fusuma, e akari shōji (明り障子) para shōji.

## Função
As portas shōji são projetadas para deslizar livremente e, assim, economizar o espaço necessário nos casos do uso de portas de croqui. Estes são utilizados em casas tradicionais, bem como na habitação de estilo ocidental, especialmente em quartos washitsu ("quartos em estilo japonês"). Na construção moderna, o shōji não constitui a superfície exterior do edifício, sendo empregue dentro de uma porta de vidro ou janela.